# Artabanus IV của Parthia
Artabanus IV của Parthia là vua của Đế quốc Parthia (khoảng 216-224). Ông là con trai của vua Vologases V qua đời năm 208. Artabanus đã nổi dậy chống lại anh trai Vologases VI của mình, và sớm giành được thế thượng phong, mặc dù Vologases VI vẫn tự mình cai trị một phần của Babylon cho đến khoảng năm 228.
Hoàng đế La Mã Caracalla, đã sử dụng của cuộc nội chiến này cho cuộc chinh phục Đông bắt chước thần tượng của mình, Alexander Đại đế, ông tấn công người Parthia năm 216. Ông vượt qua sông Tigris, phá hủy các thị trấn và cướp phá các lăng mộ của Arbela, nhưng khi Artabanus nắm quyền chỉ huy quân đội, ông ta đã thoái lui về Carrhae. Ở đây Caracalla bị sát hại bởi Martialis ngày 08 tháng 4,năm 217. Người kế vị Caracalla, viên chỉ huy của lực lượng vệ binh hoàng gia,Macrinus, đã bị đánh bại tại Nisibis và ký kết một hiệp ước hòa bình với Artabanus, trong đó ông ta từ bỏ tất cả các vùng đất bị chinh phục bởi La Mã, trả lại các chiến lợi phẩm, và trả một khoản chiến phí lớn cho người Parthia.
Ở Susa đã tìm thấy một tấm bia, cho thấy vua và phó vương Khwasak. Tấm bia có từ năm 215 và chứng minh rằng thành phố đã là một phần của đế chế Parthia. Có dấu hiệu cho thấy nó đã tồn tại trước khi độc lập.
Vào thời gian này, vị vua Ba Tư vĩ đại Ardashir đã bắt đầu cuộc chinh phục của mình ở Ba Tư và Carmania. Khi Artabanus đã cố gắng để đánh bại ông, ông ta đã thất bại. Cuộc chiến kéo dài nhiều năm; Artabanus cuối cùng là kẻ bại trận và bị giết năm 226. Vologases, anh trai của ông bị đánh bại bởi Ardashir một vài năm sau đó. Nó đánh dấu sự kết thúc của Triều đại Arsaces kéo dài 400 năm.